# Pé de Serra
Pé de Serra è un comune del Brasile nello Stato di Bahia, parte della mesoregione del Nordeste Baiano e della microregione di Serrinha.